# Alice et l'Œil électronique
Alice et l’Œil électronique (titre original : Mystery of the Glowing Eye, littéralement : Le Mystère de l’œil qui luit) est le cinquante-et-unième roman de la série américaine Alice (Nancy Drew en VO) écrit par Caroline Quine, nom de plume de plusieurs auteurs. L’auteur de ce roman est Harriet Adams. 
Aux États-Unis, le roman a été publié pour la première fois en 1974 par Grosset & Dunlap, New York. En France, il a paru pour la première fois en 1985 chez Hachette Jeunesse dans la collection « Bibliothèque verte ». Il n'a plus été réédité en France depuis 2001. 

## Résumé
Remarque : le résumé est basé sur l'édition cartonnée non abrégée parue en 1985.
Un hélicoptère se pose en catastrophe sur la pelouse des Roy. Accourue, Alice constate avec stupeur qu'il n'y a pas de pilote. Elle trouve dans l’appareil une enveloppe à son nom ; la lettre qu’elle contient porte la phrase suivante : « Attention au Cyclope ». La lettre était signée : Ned. 
Ned, le grand ami d'Alice ! Alarmée, Alice téléphone aussitôt à l’université où Ned est étudiant. Elle apprend que le jeune homme a disparu depuis la veille au soir et que sa voiture a été retrouvée abandonnée non loin de la Faculté. Alertée, la police vient examiner l'hélicoptère. Soudain, l'engin démarre et prend l'air, sans pilote à bord ! Il est télécommandé…

## Personnages

### Personnages récurrents
- Alice Roy, dix-huit ans, détective amateur blonde, fille de James Roy, orpheline de mère.
- James Roy, avocat [2] de renom, père d'Alice Roy, veuf.
- Bess Taylor, jeune fille blonde et rondelette, une des meilleures amies d'Alice.
- Marion Webb, jeune fille brune et sportive, cousine germaine de Bess Taylor et une des meilleures amies d'Alice.
- Ned Nickerson, jeune homme brun et athlétique, ami et chevalier servant d'Alice, étudiant à l'université d'Emerson.
- Daniel Evans, ami et chevalier servant de Bess, camarade d'université de Ned.
- Bob Eddleton, ami et chevalier servant de Marion, camarade d'université de Ned.
- Sarah, la fidèle gouvernante des Roy, qui a élevé Alice à la mort de sa mère.

### Personnages spécifiques à ce roman
- Marty King, jeune femme de 24 ans, fraîchement diplômée de l'école de droit et récemment embauchée dans l'étude de James Roy.
- Mlle Wilkin, guide au musée Anderson.
- Glenn Manson, pilote d'hélicoptère.
- Zapp Crosson, malfaiteur.
- Mlle Hanson, secrétaire de James Roy.
- M. Stevenson, le commissaire de River City, ami d'Alice.

## Éditions françaises
- 1985 : Hachette, collection Bibliothèque verte [3], cartonné (français, version originale). Illustré par Philippe Daure. Texte français de Martine Millon. 20 chapitres. 185 p.
- 1988 : Hachette, collection Bibliothèque verte no 451, souple (français, version originale). Illustré par Philippe Daure.
- 2000 : Hachette, collection Bibliothèque verte[4], souple (français, version originale). Illustré par Philippe Daure.